# 1st Special Operations Wing

Emblème de l'unité.

La 1re escadre d'opérations spéciales est la plus grosse unité de l'US Air Force assignée à l'United States Special Operations Command. Sa base opérationnelle se trouve à Hurlburt Field et environ 8 000 militaires et 700 civils servent en son sein.
Les missions de la 1re escadre d'opérations spéciales sont tournées vers la guerre non conventionnelle : contre-terrorisme, recherche et sauvetage au combat (Resco), récupération de personnels, opérations psychologiques.

## Organisation de la 1st Special Operations Wing
La 1st Special Operations Wing est structurée en plusieurs groupes et agences. Elle comprend le 1st Special Operations Group avec des escadrons tels que le 4th Special Operations Squadron équipé de l'AC-130J Ghostrider Gunship, le 8th Special Operations Squadron avec le CV-22 Osprey, et le 65th Special Operations Squadron opérant le MQ-9 Reaper, entre autres.
La wing est également composée du 1st Special Operations Maintenance Group, du 1st Special Operations Mission Support Group et du 1st Special Operations Medical Group.
De plus, Hurlburt Field accueille 40 unités partenaires de six grands commandements, dont le 505th Command and Control Wing, le 25th Intelligence Squadron et le 823rd RED HORSE.